# Platygastridae

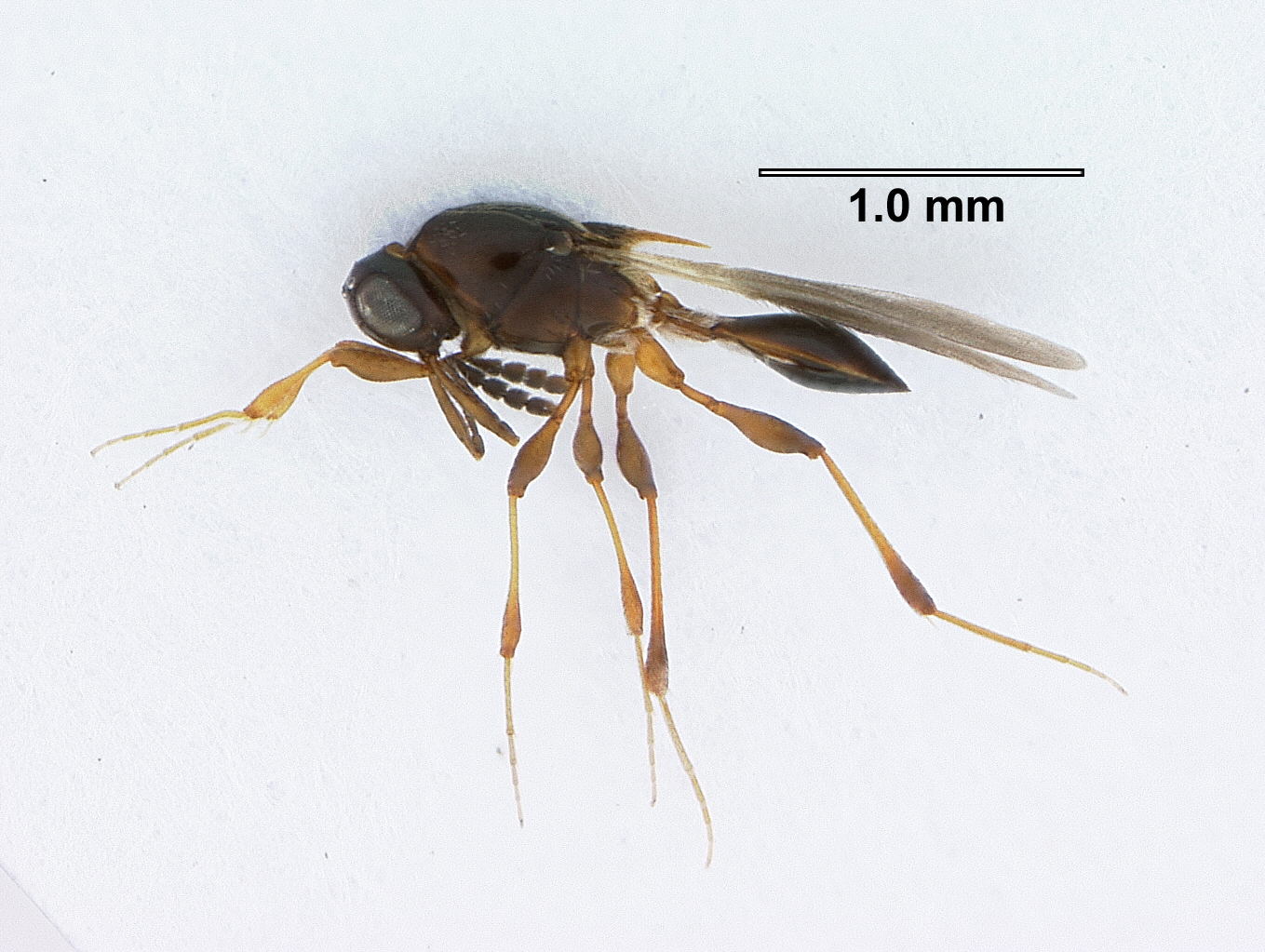
Leptacis

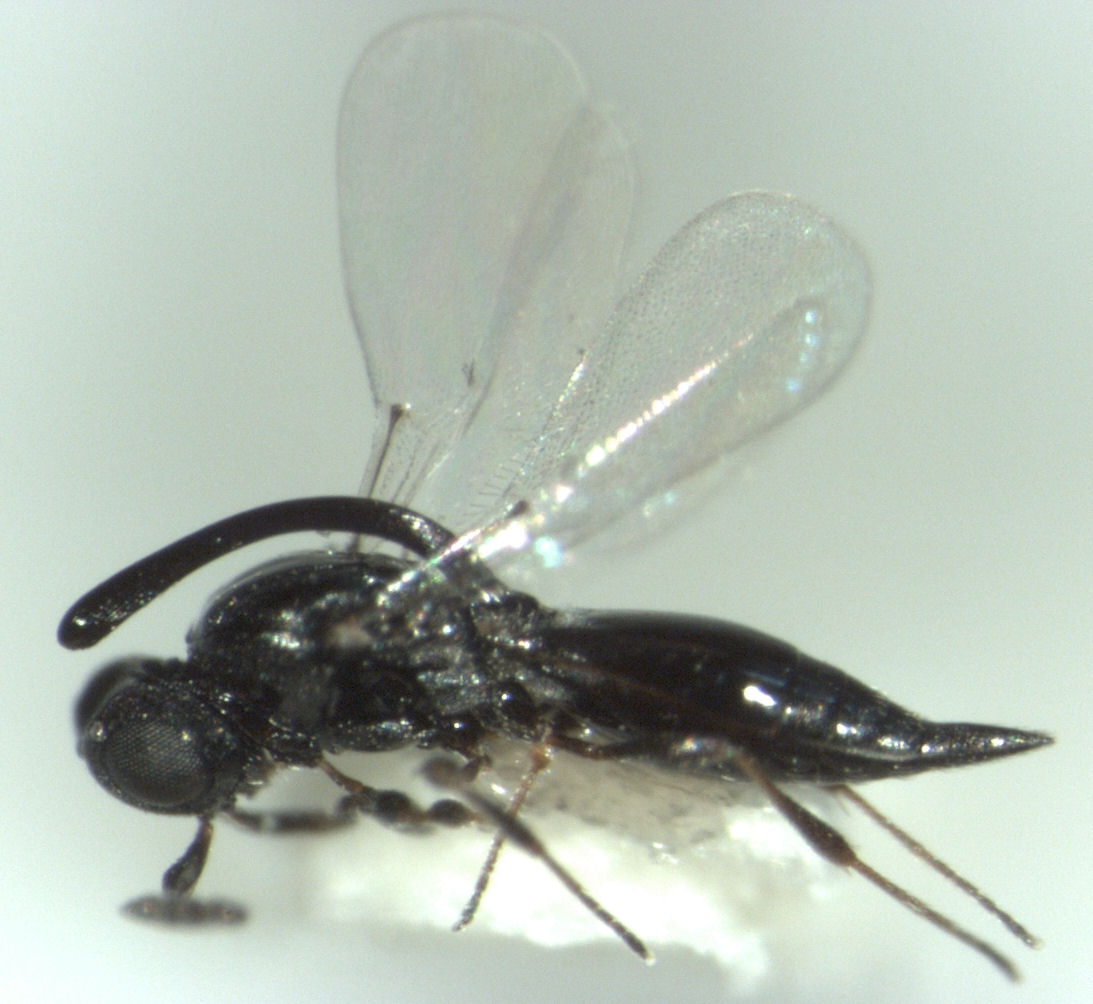
Inostemma boscii

Zelostemma chionochloae

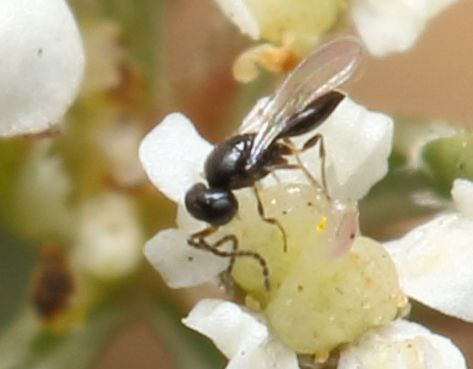
Nieoznaczony samiec na kwiecie

Platygastridae – rodzina błonkówek z infrarzędu owadziarek i nadrodziny Platygastroidea. Kosmopolityczna. Obejmuje ponad 1150 opisanych gatunków. Wszystkie są parazytoidami innych owadów. W zapisie kopalnym znane od kredy.

## Morfologia
Drobne błonkówki o ciele poniżej 2 mm długości, najczęściej osiągającym około 1 mm. Zwykle mają oskórek gładki lub płytko mikrorzeźbiony, ale zdarzają się gatunki o silnej rzeźbie. Zazwyczaj ubarwione są czarno, rzadko żółtawo, nigdy z połyskiem metalicznym. W podrodzinie Platygastrinae dominują formy o pokroju smukłym do silnie wydłużonego, natomiast wśród Sceliotrachelinae formy o pokroju przysadzistym.
Głowa pozbawiona jest wcisku na czole, a bruzdy malarne obecne są tylko u części gatunków. Czułki są silnie załamane kolankowato; u samic ich biczyk buduje zwykle osiem, a rzadziej od pięciu do siedmiu członów. Samce mają piąty, a rzadziej czwarty człon czułków zmodyfikowany. Ogólna liczba członów czułków u samców nie przekracza dziesięciu, z wyjątkiem samców rodzaju Orwellium, u których wynosi jedenaście.
Mezosomę cechuje mniej więcej tak szeroka jak długa tarcza śródplecza i brak szwów mezepimeralnych, natomiast szczecinki w bruździe szyjnej przedplecza i linie transepisternalne na mezepisternitach mogą być obecne lub nie. Skrzydła czasem wcale nie występują, a jeśli są obecne to zwykle pozbawione są użyłkowania. W przednim skrzydle żyłka submarginalna nie sięga nigdy krawędzi kostalnej, a żyłka r-rs jest co najwyższej skrajnie krótka – wyjątkiem jest rodzaj Orwellium u którego żyłka radialna jest lepiej wykształcona, a z krótkiej żyłki marginalnej wyrasta przeciętnie długa żyłka r-rs. W skrzydle tylnym obecna jest co najwyżej kikutowata żyłka submarginalna. Odnóża przedniej pary zawsze mają po jednej ostrodze na goleni, natomiast pozostałych par po jednej lub dwóch. 
Metasoma u samic ma sześć widocznych tergitów, wyjątkowo mniej, natomiast tergit siódmy zawsze jest zredukowany, pozbawiony pigmentu, uwewnętrzniony i skryty pod poprzednim. Szwy pomiędzy tergitami oraz pomiędzy sternitami są niezmodyfikowane, rzadziej na przedniej krawędzi pierwszego i drugiego tergitu występuje szereg dołków. Laterotergity są wyraźnie widoczne. Drugi z tergitów zawsze jest najdłuższy i najszerszy. Pierwszy ze sternitów nie jest bocznie ścieśniony i zazwyczaj nie jest wyciągnięty ku przodowi między tylną parę bioder. Nie występują przysadki odwłokowe. U samic pokładełko nie wystaje poza szczyt metasomy.

## Ekologia i występowanie
Przedstawiciele podrodziny nominatywnej są koinobiontycznymi parazytoidami indukujących powstawanie galasów muchówek z rodziny pryszczarkowatych. Swe ofiary porażają w stadium jaja lub wczesnym stadium larwalnym. Ciało żywiciela opuszczają, gdy osiągnie on stadium przedpoczwarki lub poczwarki. Sceliotrachelinae są natomiast idiobiontycznymi parazytoidami wewnętrznymi jaj i larw różnych grup owadów. Do ich poznanych żywicieli należą jaja chrząszczy z rodzin ryjkowcowatych i kózkowatych oraz pluskwiaków z grupy piewików, a także larwy błonkówek z rodziny grzebaczowatych oraz pluskwiaków z infrarzędów czerwców i mączlików.
U niektórych Platygastridae stwierdzono wielozarodkowość.
Rodzina kosmopolityczna, szeroko rozprzestrzeniona na całym świecie, liczebna w różnorodnych siedliskach. W Polsce stwierdzono do 2019 roku 139 gatunków, jednak ich faktyczna liczba jest znacznie większa (zobacz też: Platygastridae Polski). Z Wysp Brytyjskich wykazano 260 ich gatunków.

## Taksonomia i ewolucja
Takson ten wprowadzony został w 1833 roku przez Alexandra H. Halidaya. Obejmuje ponad 1150 opisanych gatunków, zgrupowanych w 69 rodzajów, przy czym faktyczną ich różnorodność szacuje się na kilka tysięcy gatunków współczesnych. Tradycyjnie klasyfikuje się je w dwóch podrodzinach:
- Platygastrinae(inne języki) Haliday, 1833
- Sceliotrachelinae Brues, 1908

Jeszcze w drugiej połowie XX wieku wyróżniano trzecią podrodzinę, Inostemmatinae. Znieśli ją w 1989 roku Lubomír Masner i Lars Huggert. Do żadnej z tych podrodzin nie jest zaliczany rodzaj Orwellium.
Definicja Platygastridae ulegała zmianom w XXI wieku. Wyniki analizy filogenetycznej Nicholasa P. Murphyego i innych z 2007 roku wskazały na parafiletyzm tradycyjnie ujmowanej rodziny Scelionidae, drugiej z zaliczanych wówczas do nadrodziny Platygastroidea rodzin. W związku z tym Michael J. Sharkey w tym samym roku zniósł Scelionidae, zaliczając wszystkie ich rodzaje do Platygastridae. Krok ten wkrótce został skrytykowany, jako że dla zachowania monofiletyzmu Scelionidae wystarczyło wyłączyć z nich dwa rodzaje. Ryan C. McKellar i Michael S. Engel w 2012 roku przywrócili Scelionidae i wynieśli do rang rodzin Nixoniidae i Sparasionidae. W 2021 roku Chen Huayan i inni na podstawie wyników molekularno-morfologicznej analizy filogenetycznej dokonali rewizji systematyki Platygastroidea, w ramach której Platygastridae zostały zrediagnozowane tak, by objąć również rodzaj Orwellium.
W zapisie kopalnym przedstawiciele rodziny znani są od przełomu albu i cenomanu w kredzie. Według wyników łączonej analizy czterogenowo-morfologicznej oraz analizy czetrogenowej autorstwa Chena i innych Platygastridae zajmują pozycję siostrzaną dla Janzanellidae, tworząc z nimi klad siostrzany dla Neuroscelionidae. Inne wyniki uzyskano w analizie filogenomicznej, tam Platygastridae zajęły pozycję siostrzaną względem kladu obejmującego Neuroscelionidae i Nixoniidae, jednak w badaniu tym nie uwzględniono Janzanellidae i Geoscelionidae.
|  | \| \| Geoscelionidae \| \| \| \| \| \| Nixoniidae \| \| \| \| |
|  |                                                               |
|  | Sparasionidae                                                 |
|  |                                                               |
|  | Geoscelionidae                                                |
|  |                                                               |
|  | Nixoniidae                                                    |
|  |                                                               |

|  | Geoscelionidae |
|  |                |
|  | Nixoniidae     |
|  |                |

|  | Neuroscelionidae                                                 |
|  |                                                                  |
|  | \| \| Janzanellidae \| \| \| \| \| \| Platygastridae \| \| \| \| |
|  |                                                                  |
|  | Janzanellidae                                                    |
|  |                                                                  |
|  | Platygastridae                                                   |
|  |                                                                  |

|  | Janzanellidae  |
|  |                |
|  | Platygastridae |
|  |                |

|  | Neuroscelionidae                                                 |
|  |                                                                  |
|  | \| \| Janzanellidae \| \| \| \| \| \| Platygastridae \| \| \| \| |
|  |                                                                  |
|  | Janzanellidae                                                    |
|  |                                                                  |
|  | Platygastridae                                                   |
|  |                                                                  |

|  | Janzanellidae  |
|  |                |
|  | Platygastridae |
|  |                |

|  | \| \| Geoscelionidae \| \| \| \| \| \| Nixoniidae \| \| \| \| |
|  |                                                               |
|  | Sparasionidae                                                 |
|  |                                                               |
|  | Geoscelionidae                                                |
|  |                                                               |
|  | Nixoniidae                                                    |
|  |                                                               |

|  | Geoscelionidae |
|  |                |
|  | Nixoniidae     |
|  |                |

|  | Neuroscelionidae                                                 |
|  |                                                                  |
|  | \| \| Janzanellidae \| \| \| \| \| \| Platygastridae \| \| \| \| |
|  |                                                                  |
|  | Janzanellidae                                                    |
|  |                                                                  |
|  | Platygastridae                                                   |
|  |                                                                  |

|  | Janzanellidae  |
|  |                |
|  | Platygastridae |
|  |                |

|  | Neuroscelionidae                                                 |
|  |                                                                  |
|  | \| \| Janzanellidae \| \| \| \| \| \| Platygastridae \| \| \| \| |
|  |                                                                  |
|  | Janzanellidae                                                    |
|  |                                                                  |
|  | Platygastridae                                                   |
|  |                                                                  |

|  | Janzanellidae  |
|  |                |
|  | Platygastridae |
|  |                |

|  | Sparasionidae (partim)                                        |
|  |                                                               |
|  | \| \| Geoscelionidae \| \| \| \| \| \| Nixoniidae \| \| \| \| |
|  |                                                               |
|  | Geoscelionidae                                                |
|  |                                                               |
|  | Nixoniidae                                                    |
|  |                                                               |

|  | Geoscelionidae |
|  |                |
|  | Nixoniidae     |
|  |                |

|  | Neuroscelionidae                                                 |
|  |                                                                  |
|  | \| \| Janzanellidae \| \| \| \| \| \| Platygastridae \| \| \| \| |
|  |                                                                  |
|  | Janzanellidae                                                    |
|  |                                                                  |
|  | Platygastridae                                                   |
|  |                                                                  |

|  | Janzanellidae  |
|  |                |
|  | Platygastridae |
|  |                |

|  | Sparasionidae (partim) |
|  |                        |
|  | Scelionidae            |
|  |                        |

|  | Neuroscelionidae                                                 |
|  |                                                                  |
|  | \| \| Janzanellidae \| \| \| \| \| \| Platygastridae \| \| \| \| |
|  |                                                                  |
|  | Janzanellidae                                                    |
|  |                                                                  |
|  | Platygastridae                                                   |
|  |                                                                  |

|  | Janzanellidae  |
|  |                |
|  | Platygastridae |
|  |                |

|  | Sparasionidae (partim) |
|  |                        |
|  | Scelionidae            |
|  |                        |

|  | Sparasionidae (partim)                                        |
|  |                                                               |
|  | \| \| Geoscelionidae \| \| \| \| \| \| Nixoniidae \| \| \| \| |
|  |                                                               |
|  | Geoscelionidae                                                |
|  |                                                               |
|  | Nixoniidae                                                    |
|  |                                                               |

|  | Geoscelionidae |
|  |                |
|  | Nixoniidae     |
|  |                |

|  | Neuroscelionidae                                                 |
|  |                                                                  |
|  | \| \| Janzanellidae \| \| \| \| \| \| Platygastridae \| \| \| \| |
|  |                                                                  |
|  | Janzanellidae                                                    |
|  |                                                                  |
|  | Platygastridae                                                   |
|  |                                                                  |

|  | Janzanellidae  |
|  |                |
|  | Platygastridae |
|  |                |

|  | Sparasionidae (partim) |
|  |                        |
|  | Scelionidae            |
|  |                        |

|  | Neuroscelionidae                                                 |
|  |                                                                  |
|  | \| \| Janzanellidae \| \| \| \| \| \| Platygastridae \| \| \| \| |
|  |                                                                  |
|  | Janzanellidae                                                    |
|  |                                                                  |
|  | Platygastridae                                                   |
|  |                                                                  |

|  | Janzanellidae  |
|  |                |
|  | Platygastridae |
|  |                |

|  | Sparasionidae (partim) |
|  |                        |
|  | Scelionidae            |
|  |                        |

|  | \| \| Neuroscelionidae \| \| \| \| \| \| Nixoniidae \| \| \| \| |
|  |                                                                 |
|  | Platygastridae                                                  |
|  |                                                                 |
|  | Neuroscelionidae                                                |
|  |                                                                 |
|  | Nixoniidae                                                      |
|  |                                                                 |

|  | Neuroscelionidae |
|  |                  |
|  | Nixoniidae       |
|  |                  |

|  | Scelionidae   |
|  |               |
|  | Sparasionidae |
|  |               |

|  | \| \| Neuroscelionidae \| \| \| \| \| \| Nixoniidae \| \| \| \| |
|  |                                                                 |
|  | Platygastridae                                                  |
|  |                                                                 |
|  | Neuroscelionidae                                                |
|  |                                                                 |
|  | Nixoniidae                                                      |
|  |                                                                 |

|  | Neuroscelionidae |
|  |                  |
|  | Nixoniidae       |
|  |                  |

|  | Scelionidae   |
|  |               |
|  | Sparasionidae |
|  |               |

|  | \| \| Neuroscelionidae \| \| \| \| \| \| Nixoniidae \| \| \| \| |
|  |                                                                 |
|  | Platygastridae                                                  |
|  |                                                                 |
|  | Neuroscelionidae                                                |
|  |                                                                 |
|  | Nixoniidae                                                      |
|  |                                                                 |

|  | Neuroscelionidae |
|  |                  |
|  | Nixoniidae       |
|  |                  |

|  | Scelionidae   |
|  |               |
|  | Sparasionidae |
|  |               |

|  | \| \| Neuroscelionidae \| \| \| \| \| \| Nixoniidae \| \| \| \| |
|  |                                                                 |
|  | Platygastridae                                                  |
|  |                                                                 |
|  | Neuroscelionidae                                                |
|  |                                                                 |
|  | Nixoniidae                                                      |
|  |                                                                 |

|  | Neuroscelionidae |
|  |                  |
|  | Nixoniidae       |
|  |                  |

|  | Scelionidae   |
|  |               |
|  | Sparasionidae |
|  |               |